# Cafú
Marcos Evangelista de Moraes (Itaquaquecetuba, 7 juni 1970) - voetbalnaam Cafú - is een Braziliaans voormalig voetballer. Hij speelde voor São Paulo, Real Zaragoza, Palmeiras, AS Roma en AC Milan. Hij debuteerde in 1990 voor het Braziliaans voetbalelftal, waarvan hij met 142 interlands momenteel recordinternational is.  

## Clubcarrière

### São Paulo
Cafu groeide op in de favela's van São Paulo en speelde in de jeugd bij Nacional AC, Portuguesa, Itaquaquecetuba en São Paulo. Voor die laatste club ging hij in 1988 in het tweede elftal spelen onder trainer Telê Santana. Hij stelde voor dat hij van rechtsback naar het middenveld zou verhuizen. Op die plek brak hij door in het eerste van São Paulo, dat zowel in 1992 en 1993 de Copa Libertadores en het WK voetbal voor clubs won. In 1994 werd Cafu uitgeroepen tot Zuid-Amerikaans voetballer van het jaar. In zes jaar speelde Cafu liefst 272 wedstrijden voor São Paulo, waarin hij tot 38 goals kwam.

### Real Zaragoza
Halverwege het seizoen 1994-95 vertrok Cafu naar Real Zaragoza. Door blessureleed kwam Cafu tot slechts negentien wedstrijden voor Real Zaragoza, waaronder eentje in de halve finale van de Europa Cup II tegen Chelsea. Hij moest vervolgens toekijken hoe zijn teamgenoten in de finale met 3-1 wonnen van Arsenal. Vervolgens keerde hij terug naar Brazilië.

### Palmeiras
Na vier wedstrijden bij EC Juventude ging Cafu naar SE Palmeiras, waar hij twee seizoenen speelde. Hij speelde in totaal 48 wedstrijden voor Palmeiras.

### AS Roma
In de zomer van 1997 keerde Cafu terug in Europa om te gaan voetballen bij AS Roma, waar hij in het seizoen 2000/01 de Serie A won. Het was bij Roma waar hij de bijnaam Cafú Pendolino verkreeg, dit omdat hij als aanvallende rechtervleugelverdediger op de rechterflank heen en weer pendelde tussen verdediging, middenveld en aanval. Hij speelde zes seizoenen voor AS Roma, waarin hij goed was voor 218 wedstrijden, acht goals en 35 assists.

### AC Milan
Hij vertrok in 2003 naar AC Milan, nadat hij een aanbod van Yokohama Marinos had afgewezen. Bij AC Milan beleefde Cafú een zeer succesvolle periode; hij won met de club onder anderen tweemaal de UEFA Champions League en tweemaal de FIFA Club World Cup. In maart 2004 werd Cafú door Pelé verkozen in de lijst van 125 beste nog levende voetballers. Hij speelde vijf seizoenen bij AC Milan en kwam daarin tot 166 wedstrijden, vier goals en 22 assists. Van beide Italiaanse werkgevers maakt hij deel uit van de Hall of Fame. 

## Clubstatistieken
| Seizoen | Club          | Competitie       | Competitie | Competitie | Beker | Beker | Internationaal | Internationaal | Totaal | Totaal |
| Seizoen | Club          | Competitie       | Wed.       | Dlp.       | Wed.  | Dlp.  | Wed.           | Dlp.           | Wed.   | Dlp.   |
| ------- | ------------- | ---------------- | ---------- | ---------- | ----- | ----- | -------------- | -------------- | ------ | ------ |
| 1989    | São Paulo     | Série A          | 3          | 0          | 0     | 0     | 0              | 0              | 3      | 0      |
| 1990    | São Paulo     | Série A          | 41         | 4          | 5     | 1     | 0              | 0              | 46     | 5      |
| 1991    | São Paulo     | Série A          | 51         | 4          | 0     | 0     | 0              | 0              | 51     | 4      |
| 1992    | São Paulo     | Série A          | 43         | 5          | 0     | 0     | 16             | 0              | 59     | 5      |
| 1993    | São Paulo     | Série A          | 45         | 15         | 4     | 1     | 19             | 3              | 68     | 19     |
| 1994    | São Paulo     | Série A          | 33         | 5          | 0     | 0     | 12             | 0              | 45     | 5      |
| 1994/95 | Real Zaragoza | Primera División | 16         | 0          | 2     | 0     | 1              | 0              | 19     | 0      |
| 1995    | Palmeiras     | Série A          | 19         | 0          | 0     | 0     | 0              | 0              | 19     | 0      |
| 1996    | Palmeiras     | Série A          | 22         | 2          | 7     | 2     | 0              | 0              | 29     | 4      |
| 1997/98 | AS Roma       | Serie A          | 31         | 1          | 5     | 0     | 0              | 0              | 36     | 1      |
| 1998/99 | AS Roma       | Serie A          | 20         | 1          | 0     | 0     | 5              | 0              | 25     | 1      |
| 1999/00 | AS Roma       | Serie A          | 28         | 2          | 4     | 0     | 5              | 0              | 37     | 2      |
| 2000/01 | AS Roma       | Serie A          | 31         | 1          | 2     | 0     | 7              | 0              | 40     | 1      |
| 2001/02 | AS Roma       | Serie A          | 27         | 0          | 1     | 0     | 10             | 2              | 38     | 2      |
| 2002/03 | AS Roma       | Serie A          | 26         | 0          | 3     | 1     | 12             | 0              | 41     | 1      |
| 2003/04 | AC Milan      | Serie A          | 28         | 1          | 2     | 0     | 11             | 0              | 41     | 1      |
| 2004/05 | AC Milan      | Serie A          | 33         | 1          | 1     | 0     | 12             | 0              | 46     | 1      |
| 2005/06 | AC Milan      | Serie A          | 19         | 1          | 1     | 0     | 5              | 0              | 25     | 1      |
| 2006/07 | AC Milan      | Serie A          | 24         | 0          | 3     | 0     | 8              | 0              | 35     | 0      |
| 2007/08 | AC Milan      | Serie A          | 15         | 1          | 2     | 0     | 2              | 0              | 19     | 1      |
| Totaal  | Totaal        | Totaal           | 555        | 44         | 42    | 5     | 124            | 5              | 721    | 54     |

## Interlandcarrière

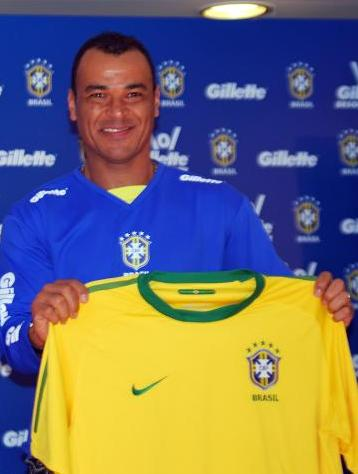
Cafu at a Gillette promotion with Brazil in 2010

Cafu debuteerde in 1990 voor Brazilië en zat in de selecties voor de Copa América 1991, 1993, 1997, 1999 en de WK's van 1994 (waarin Brazilië won), 1998 (verliezend finalist), 2002 (opnieuw winnaar) en WK 2006 (kwartfinale). Hij speelde 20 WK-wedstrijden voor Brazilië, geen enkele landgenoot speelde er meer. Hij was bovendien de speler met de meeste gewonnen WK-wedstrijden (15), totdat Miroslav Klose hem in 2014 passeerde. Hij is wel nog steeds de enige speler die in drie WK-finales speelde. 
Op 1 juli 2006 in de wedstrijd van Brazilië tegen Frankrijk op het WK 2006 in Duitsland behaalde Cafú een nieuw record: hij is tot nu toe de enige speler die in alle gespeelde wereldkampioenschappen in totaal zes gele kaarten kreeg. In diezelfde wedstrijd werd Brazilië uitgeschakeld, waarna Cafu aankondigde te stoppen met interlandvoetbal. Het was zijn 142'ste en laatste interland voor Brazilië, waarmee hij recordinternational was van Brazilië. 

## Erelijst
Als speler
 São Paulo
- Campeonato Brasileiro Série A (1): 1991
- Campeonato Paulista (2): 1991, 1992
- CONMEBOL Libertadores (2): 1992, 1993
- Intercontinental Cup (2): 1992, 1993
- Supercopa Sudamericana (1): 1993
- CONMEBOL Recopa (2): 1993, 1994
- Copa CONMEBOL (1): 1994

 Real Zaragoza
- UEFA Cup Winners Cup (1): 1994/95

 SE Palmeiras
- Campeonato Paulista (1): 1996

 AS Roma
- Serie A (1): 2000/01

 AC Milan
- Serie A (1): 2003/04
- Supercoppa Italiana (1): 2004
- UEFA Super Cup (2): 2003, 2007
- UEFA Champions League (1): 2006/07
- FIFA Club World Cup (1): 2007

 Brazilië
- FIFA WK (2): 1994, 2002
- CONMEBOL Copa América (2): 1997, 1999
- FIFA Confederations Cup (1): 1997

Individueel
- Zuid-Amerikaans Ploeg van het Jaar (4): 1992, 1993, 1994, 1995
- Zuid-Amerikaans Voetballer van het Jaar (1): 1994
- FIFA World Cup All-Star Team: 2002 (Reserve)
- FIFA XI (1): 2002
- FIFA 100
- UEFA Ploeg van het Jaar (2): 2004, 2005
- FIFPro World XI (1): 2005
- ESPN World Team of the Decade: 2009
- World Soccer Greatest XI of all time: 2013
- AC Milan Hall of Fame
- AS Roma Hall of Fame
- World XL: Team of the 21st Century

Eretitels
- Officier in de Orde van Verdienste van Rio Branco: 2008